# أبطال خارقون 2
أبطال خارقون 2 (بالإنجليزية: Incredibles 2)‏ هو فيلم أمريكي للرسوم المتحركة للبطل الخارق لعام 2018 من إنتاج استوديوهات بيكسار وتم إصداره بواسطة والت ديزني. كتبه وأخرجه براد بيرد ، وهو تكملة لـ الخارقون (2004) والدفعة الثانية كاملة الطول من الامتياز. تتبع القصة الخارقين وهم يحاولون استعادة ثقة الجمهور في الأبطال الخارقين أثناء موازنة حياتهم الأسرية ، فقط لمحاربة عدو جديد يسعى إلى قلب الجماهير ضد جميع الأبطال الخارقين. نيلسون وهولي هانتر وسارة فويل وصامويل إل جاكسون يعيدون أدوارهم من الفيلم الأول. من بين القادمين الجدد إلى فريق التمثيل هاكلبيري ميلنر وبوب أودنكيرك وكاثرين كينر وجوناثان بانكس. عاد مايكل جياشينو ليؤلف النتيجة. بعد نجاح الخارقون ، أجل بيرد تطوير جزء آخر للعمل على أفلام أخرى. حاول تمييز السيناريو عن أفلام الأبطال الخارقين والمسلسلات التلفزيونية للأبطال الخارقين التي تم إصدارها منذ الفيلم الأول ، مع التركيز على ديناميكية الأسرة بدلاً من نوع الأبطال الخارقين.
تم عرض الفيلم لأول مرة في لوس أنجلوس في 5 يونيو 2018 ، وتم إصداره بشكل مسرحي في الولايات المتحدة في 15 يونيو 2018 بتنسيقات Disney Digital 3D و Dolby Cinema و RealD 3D و IMAX و IMAX 3D و 4DX. تلقى الفيلم تقييمات إيجابية إلى حد كبير من النقاد ، مع الثناء على الرسوم المتحركة والفكاهة والكتابة والنتيجة الموسيقية. حقق الفيلم 182.7 مليون دولار في عطلة نهاية الأسبوع الافتتاحية ، مسجلاً الرقم القياسي لأفضل ظهور لفيلم رسوم متحركة ، وحقق أكثر من 1.2 مليار دولار في جميع أنحاء العالم ، مما يجعله رابع أعلى فيلم في عام 2018 ، وثاني أعلى فيلم رسوم متحركة ، و الفيلم الخامس عشر الأكثر ربحًا على الإطلاق خلال مسيرته المسرحية ، إلى جانب كونه فيلم بيكسار الأعلى ربحًا والثالث إلى إجمالي مليار دولار بعد العثور على دوري وقصة لعبة 3. تم تسمية الفيلم من قبل المجلس الوطني للمراجعة باسم أفضل فيلم رسوم متحركة لعام 2018. تم ترشيح الفيلم لأفضل فيلم رسوم متحركة طويل في حفل توزيع جوائز غولدن غلوب الـ 76 والجائزة الأوسكار الـ91 ، لكنه خسر جائزتين لسبايدرمان داخل أكوان العنكبوت.

## القصة
يبدأ الفيلم مباشرة بعد أحداث الفيلم السابق. يحارب الخارقون و فروزون المُقوض ويمنعونه بنجاح من تدمير قاعة المدينة ، لكنهم غير قادرين على منعه من سرقة أحد البنوك والهرب. تمنح الأضرار الجانبية الحكومة الغيورة العذر المثالي لإغلاق برنامج إعادة توطين الأبطال الخارقين ، مما يحرم الأب والأم والأبطال الخارقين الآخرين من المساعدة المالية. يكتشف توني راينجر ، اهتمام فيوليت بالحب ، هويتها البطل الخارق ، مما تسبب في قيام العميل ريك ديكر بمحو كل ذكرياته عنها عن طريق الخطأ بدلاً من الحادث فقط. يقترح رجل الأعمال الثري وينستون ديفور وشقيقته إيفلين ، اللذان يديران عملاق الإعلام والاتصالات ديفتاتش ، مهمات سرية للأبطال الخارقين والتي سيتم تسجيلها ونشرها لاستعادة ثقة الجمهور.
يختار وينستون إيلاستيغيرل الأقل عرضة للحوادث على السيد انكريديبل للمهام الأولية. يكافح بوب في دوره الجديد كوالد مقيم في المنزل: محاولة مساعدة داش في واجبات الرياضيات المنزلية ، وجع قلب فيوليت بسبب وقوفها في موعدها الأول (بسبب محو ذاكرته) ، وجاك جاك الذي يعيث فسادًا في حياته. القوى العظمى الناشئة. تطور ايدنا مود بدلة للمساعدة في التحكم في قدرات جاك جاك. في هذه الأثناء ، تواجه إيلاستيغيرل الشرير الفائق «سكرينسلافر» ، الذي يعرض صورًا منومة مغناطيسية عبر شاشات التلفزيون. بعد منعه من تدمير قطار ركاب مزدحم ، وإحباط محاولته لاغتيال سفير ، تتبعه إلى مبنى سكني وتكشف له قناع توصيل بيتزا يدعي أنه لا يتذكر أفعاله. في حفل للاحتفال باعتقال سكرينسلافر ، أعلن وينستون عن قمة لزعماء العالم لإضفاء الشرعية على الأبطال الخارقين ، استضافها على متن يخته الفاخر ، ايفرجست.
تكتشف إيلاستيغيرل أن عامل توصيل البيتزا الذي تم القبض عليه ليس شاشة التوقف ولكن تم التحكم فيه بواسطة نظارات واقية منومة. تفرض ايفلين النظارة على إيلاستيغيرل ، وتكشف عن نفسها على أنها سكرينسلافر. أثناء إبقائها مقيدة عبر كرسي في غرفة باردة متجمدة للحد من قدراتها على التمدد ، تشرح إيفلين ضغائنها ضد الأبطال الخارقين منذ مقتل والدها على يد لصوص أثناء محاولته استدعاء الأبطال الخارقين للمساعدة بدلاً من الاختباء ، أثناء حظر الأبطال الخارقين ونقلهم 15 قبل سنوات؛ (على عكس وينستون الذي كان يعتقد أن السبب هو عدم وجود أبطال خارقين) ووفاة والدتها لاحقًا بسبب وجع القلب. إنها تخطط لتخريب قمة شقيقها من خلال التسبب في كارثة لتشويه سمعة جميع الأبطال الخارقين بشكل لا يمكن إصلاحه ، مما يضمن بقائهم خارج القانون إلى الأبد ولن يعود الجمهور إلى الاعتماد على الأبطال الخارقين للتعامل مع الأزمات. استدرجت بوب في فخ وأرسلت مجموعة من الأبطال الخارقين المنومين مغناطيسياً لإخضاع أطفال بار. يحاول فروزون حمايتهم لكنه يشعر بالارتباك. تهرب فيوليت وداش وجاك جاك في سيارة انكريديبل التي تم تجديدها ، وهي السيارة الخارقة التي كان يمتلكها والدهم ذات يوم ، وتصل إلى يخت ونستون.
على متن الطائرة ، يتلو السيد إنكريديبل وإيلاستيغيرل وفروزون المنوم مغناطيسيًا بيانًا انتقاميًا على الهواء مصممًا لرسم الأبطال الخارقين كتهديد ، ثم إخضاع طاقم السفينة ، وتوجيه اليخت إلى المدينة ، وتدمير الضوابط. جاك جاك يزيل نظارات إيلاستيغيرل ؛ هي بدورها تحرر السيد إنكريديبل وفروزوني. يطلق الخارقون و فروزون الأبطال الخارقين الآخرين الذين يتحكم فيهم العقل ، ويعملون جميعًا معًا لتحويل اليخت من الاصطدام بالمدينة. تلقي ايلاستيك جيرل القبض على إيفلين وهي تحاول الهروب في طائرة. يتم القبض على إيفلين ، ويستعيد الأبطال الخارقون الوضع القانوني في جميع أنحاء العالم. بعد مرور بعض الوقت ، يرافق توني فيوليت في فيلم مع العائلة. عندما اكتشف الآباء حمولة سيارة من لصوص البنوك ، تترك فيوليت توني في المسرح ، ووعدت بالعودة في الوقت المناسب ، ويرتدي الخارقون أقنعتهم ويطاردونهم .